# ديف اتتيلل
ديف اتتيلل (بالإنجليزية: Dave Attell)‏ هو ممثل أمريكي، ولد في 18 يناير 1965 في الولايات المتحدة.

## أعمال

### أفلام
- (2006) فيلم مخيف 4
- (2015) كارثة

### مسلسلات
- ذا ديلي شو

## وصلات خارجية
- ديف اتتيلل على موقع IMDb (الإنجليزية)
- ديف اتتيلل على موقع ميوزك برينز (الإنجليزية)
- ديف اتتيلل على موقع إن إن دي بي (الإنجليزية)
- ديف اتتيلل على موقع ديسكوغز (الإنجليزية)
- ديف اتتيلل على موقع قاعدة بيانات الفيلم (الإنجليزية)